# Forum sociale di Boston
Il Forum sociale di Boston (in inglese Boston Social Forum) è stato un convegno delle sinistre statunitensi vicine al movimento della Alter-globalizzazione, tenutosi dal 23 al 25 luglio 2004 presso la l'Università del Massachusetts a Boston, nella città di Boston, Massachusetts negli Stati Uniti d'America. Questa manifestazione fu il primo forum sociale nordamericano ad utilizzare la metodologia del World Social Forum e ad aderire strettamente alla sua Carta dei principi. Il convegno fu coordinato dalla rete sindacale e comunitaria di Boston chiamata Campaign on Contingent Work (in seguito rinominata Massachusetts Global Action). Il direttore esecutivo del CCW Jason Pramas fu l'organizzatore principale del forum .

## Storia
Il Forum sociale di Boston si svolse dal 23 al 25 luglio 2004 presso l'Università del Massachusetts a Boston e radunò oltre 5.000 persone provenienti da oltre 300 organizzazioni comunitarie e sindacati. L'evento prevedeva oltre 550 workshop e sessioni plenarie, che si svolsero subito prima della Convention nazionale democratica del 2004, tenutasi anch'essa nella stessa città. Anche se i partecipanti provenivano da tutto il Nord America, la maggior parte dei partecipanti proveniva dagli Stati Uniti d'America nord-orientali. Oltre a queste presenze, il forum vedeva la partecipazione di delegazioni da oltre una dozzina di altri paesi (con traduzione simultanea disponibile in altrettante lingue).
Numerosi eventi culturali facevano parte del programma, il più grande dei quali è stato uno spettacolo al famoso Middle East Restaurant nella vicina Cambridge con il cantautore punk rock inglese Billy Bragg, l'attore Chris Cooper, il regista John Sayles e circa 30 altri artisti e ospiti speciali. In vista del forum, la cantante Michelle Shocked, i comici Jimmy Tingle e Barry Crimmins e molti altri artisti e performer si sono prestati all'iniziativa, così come il noto storico Howard Zinn e il linguista Noam Chomsky.